# 中岛由贵
中岛由贵（日语：／ Nakashima Yuki，1997年9月12日—）是日本的女性声优、歌手，Earth Star Dream前成员，所属经纪公司为Beffect。

## 经历
- 小学到初中时代为Amuse所属童星，同时担任《JS Girl（日语：JSガール）》杂志专属模特。
- 2014年参加EARTH STAR Entertainment举办的“国民声优大赏”，并获得大赏，随后以Earth Star Dream的一员出道。次年在《女高网球部》以“大喜利主持人”的角色正式声优出道。
- 2017年12月底，中岛从Earth Star Dream毕业。2018年3月31日离开EARTH STAR Entertainment，4月1日加入Beffect[1]。
- 2018年5月13日，在“BanG Dream! 5th LIVE Day2: Roselia -Ewigkeit-”中，“BanG Dream! ”官方公布由中岛接替5月底引退的远藤祐里香，成为“Roselia”成员今井莉莎的声优[2][3]。
- 2019年4月26日，第一本写真集《ゆき恋》发售。[4]
- 2019年6月10日，被和歌山縣官方授予擔任“和歌山縣故鄉廣播局員”職位。
- 2019年9月25日，官方粉絲俱樂部成立。2020年9月12日宣布solo歌手出道，唱片公司為NBC Universal Entertainment。同時宣布將於12月發布出道專輯。
- 2020年3月7日，以Roselia名義獲得14屆聲優獎歌唱賞。
- 2020年9月14日，被和歌山縣官方授予擔任“和歌山縣故鄉廣報局長”和“紀之國和歌文化祭2021特別影響力者（influencer）”職位。
- 2020年10月23日，宣布1st專輯《Chapter I》於2020.12.23發售。
- 2021年2月2日，發售第二本寫真集《スケッチブック》。
- 2021年12月27日，被委任升格為“和歌山縣故鄉廣報大使”。
- 2022年1月27日，首次以Roselia成員的名義單獨參加地上波節目「UTAGE！新春4時間SP」。
- 2022年2月16日，發售1st單曲《Day of Bright Sunshine》。
- 2022年4月24日，舉辦首場個人演唱會“中島由貴 1st Live～Chapter Ⅰ～”。
- 2022年5月25日，發售2nd單曲《Route BLUE》。
- 2022年8月26日，首次以個人歌手名義參加Animelo Summer Live。
- 2023年3月1日，發售2nd專輯《サファイア》。

## 人物
- 興趣是遊戲、舞蹈和動漫歌曲鑑賞。
- 兴趣是玩游戏，平時玩的種類很多。喜欢的游戏包括《jubeat》、传奇系列、无双系列、動物之森系列、勇者鬥惡龍等。
- 喜欢听VOCALOID歌曲、动画歌曲及早安家族的歌曲。
- 喜欢的动画作品是《歌之王子殿下》和《海猫鸣泣之时》。
- 最喜歡閱讀的輕小說是《冰結鏡界的伊甸》，其他喜歡的輕小說是《神不在的星期天》和《約會大作戰》。
- 曾进入过轻音部，特技是贝斯。
- 喜欢的饮料是有田みかん。
- 崇拜的女声优是伊藤静和泽城美雪。崇拜的舞蹈艺人是鞘师里保。
- 喜歡同為和歌山縣出身的歌手，演員岡本鈴，自己買的第一張CD是其出道單曲《teenage days》。
- 喜歡去神社和收集御朱印帳。

## 出演作品
- 主要角色以粗体显示

### 電視動畫
2015年
- 血型君3（女型、♀型）
- 城下町的蒲公英（女圣诞老人）
- 女高网球部 4期（大喜利主持人）
- 女高网球部 5期·6期（田中纪奈子）

2016年
- 动画锻炼！XX～同一屋檐下～（女学生）
- 兔龟（田中纪奈子）
- 房东妹子青春期（森明日香）
- 鬼斩（维洛妮卡、系统声音）
- 血型君4（女型、亲戚女型）
- 女高网球部 7期·8期（田中纪奈子）

2017年
- 偶像大师 灰姑娘女孩剧场 1st SEASON·2nd SEASON（乙仓悠贵）
- 女高网球部 9期（田中纪奈子）
- 干物妹小埋R（飞鸟明）
- 游戏王VRAINS（财前葵）

2018年
- BanG Dream! Girls Band Party!☆PICO（今井莉莎）
- 偶像大师 灰姑娘女孩剧场 3rd SEASON（乙仓悠贵）

2019年
- BanG Dream! 2nd Season（今井莉莎[5]）
- 偶像大师 灰姑娘女孩剧场 CLIMAX SEASON（乙仓悠贵）

2020年
- BanG Dream! 3rd Season（今井莉莎）
- BanG Dream! Girls Band Party!☆PICO ～大份～（今井莉莎）

2021年
- 卡片戰鬥!! 先導者 overDress（御藥袋美玲）
- BanG Dream! Girls Band Party!☆PICO Fever!（今井莉莎）

2022年
- Project Sekai（日野森志步）
- 天才王子的赤字國家重生術（潔諾[6]／潔諾維亞）
- BanG Dream! 少女樂團派對！5週年紀念動畫 -CiRCLE THANKS PARTY!-（今井莉莎）
- 式守同學不只可愛而已（女孩子）
- 天籟人偶（箒星[7]）
- 卡片戰鬥!! 先導者 will+Dress（御藥袋美玲）

2023年
- 勇者赫魯庫（哈爾皮）

2024年
- 義妹生活（綾瀨沙季[8]）
- 亦葉亦花（小父內涼葉[9]）
- 多數欠（國後依戀[10]）
- 孤單一人的異世界攻略（辣妹D[11]）

2025年
- 卡片戰鬥!! 先導者 Divinez（御藥袋美玲[12]）
- 瞬間治癒卻被當成廢物踢出隊伍的天才治療師，改當無照治療師快樂過活（克里希娜[13]）

### 劇場動畫
2019年
- BanG Dream! FILM LIVE（今井莉莎[14]）

2021年
- 劇場版 BanG Dream! Episode of Roselia I：約定（今井莉莎）
- 劇場版 BanG Dream! Episode of Roselia II：Song I am.（今井莉莎）
- BanG Dream! FILM LIVE 2nd Stage（今井莉莎）

2022年
- 劇場版 BanG Dream! Poppin'Dream!（今井莉莎）
- 劇場版IDOL舞SHOW（金剛寺唯）

2025年
- 劇場版 世界計畫 崩壞的世界與無法歌唱的初音未來（日野森志步[15]）

### 網路動畫
2017年
- 偶像大師 灰姑娘女孩劇場 週二灰姑娘劇場（乙倉悠貴）
- 初次見面的高野山（克洛艾·曼德拉[16]）

2021年
- 偶像大師 灰姑娘女孩劇場 Extra Stage（乙倉悠貴）

2022年
- CINDERELLA GIRLS 10th Anniversary Celebration Animation ETERNITY MEMORIES（乙倉悠貴）

### 游戏
2015年
- 艾米尔编年史（エコ坊・アルマ）
- 逆轉奧賽羅尼亞（アンクイーネ）

2016年
- 战国修罗SOUL（生驹吉乃）
- 時間與少女與鏡之扉 （羽衣天女、維扎德)

2017年
- 偶像大师 灰姑娘女孩（乙仓悠贵）
- 偶像大师 灰姑娘女孩 星光舞台（乙仓悠贵）
- jubeat clan（语音向导）
- 黑之騎士團～騎士編年史～（邦妮團長）
- V!勇者實在太囂張R（勇者(法師) ）
- WAR OF BRAINS （暗躍使徒“扳機”）
- 遙遠異鄉Granvilier（メイファ、ユイリィ）

2018年
- BanG Dream! 少女樂團派對（今井莉莎〈第2代〉）
- Dragalia Lost ～失落的龍絆～ （伊萊亞斯）
- 溫泉娘 湯之華Collection（龍神晴）
- 亞克傳承R （多米尼克）
- 棕色塵埃 （尼亞斯）
- 王之逆襲 （尼婭）
- 我家公主最可愛（蘿托）
- 旅行隊物語（ミンミ）

2019年
- Arca Last終焉世界與歌姬果實（夏洛特）

2020年
- 世界計畫 繽紛舞台！ feat.初音未來（日野森志步）

2021年
- 天空のアムネジア （劉備)

2022年
- 緋染天空 Heaven Burns Red（大島三野里）
- 碧藍航線（前衛）

2025年
- 賽馬娘 Pretty Derby（旺紫丁[17]）

### 廣播劇CD
- 有點可愛的女子高中拷問社（2016年，橫須賀夢夏[18]）
- Earth Star Dream 情境喜劇廣播劇CD系列「冬」（2016年，永穗優奈）

### 外語配音
- 刺客學妹（2015年[19]）

### 廣播節目
- A&G ARTIST ZONE Earth Star Dream的THE CATCH（2015年，超!A&G+）
- 中島由貴與愛原亞里沙的正中間島嶼（2017年7月－2018年1月，NICONICO直播）[20]
- CARAVAN STORIES radio 軟綿綿馬卡龍情報局（2017年－2018年，超A&G+）
- 中島由貴 自由人電波局〜Hitonamu〜（2017年12月－，SMART USEN→USEN C-26）
- （2018年3月－2020年2月，NICONICO直播）[21]
- 中島由貴、武田羅梨沙多胡的可愛廣播（2018年4月－，FRESH! 響頻道）[22]

### 電視節目
- （2016年，NICONICO直播）[23]
- Earth Star NICO生（2016年，NICONICO直播※）
- BEMANI生放送（暫）（2016年－，NICONICO直播、Youtube Live） - 主持
- CARAVAN STORIES TV（2017年，Youtube Live、NICONICO直播、FRESH!）[24]
- なぜアニメはコンテンツビジネスの主力であり続けるのか（2017年－2018年，Schoo）[25]
- Eightraid頻道宣傳節目（2018年－，&CAST!!!） - 主持（NORN宣傳部 式田美香）
- 神奈延年&中島由貴的Music Voice（2018年、FRESH!） - 主持[26]
- Yukimegu TV（暫）（2019年－，YouTube）[27]

### 電視劇
2007年
- 恋する日曜日「おにぃの恋」（順子）

### 電影
2020年
- 13月的女孩（穴森七海）

### 舞台剧
2015年
- 女高网球部～和前辈在一起的时间～（田中纪奈子）

### DVD
- JS讀者模特兒課程[28]（2012年，以教練伙伴身分演出）
- JS讀者模特兒課程 Vol.2（2013年，以教練伙伴身分演出）
- 遊☆戲☆王VRAINS DUEL-3（2018年、第33話評論音軌[29]）

### 廣告
- 住友生命「四葉幸運草篇」（2006年）
- Ciao（2007年7月號）
- 伊希歐之夢（2015年）
- 日本和服系統協同組合 (2015年）
- 我不是說了能力要平均值嗎？（2016年，烈娜[30]）

### 雜誌、攝影
- JS女孩 Vol.2－11（三榮書房）
- NICO☆PUCHI（新潮社）
- 小學三年生
- 雜誌 maria 封面
- 增田增 七五三型錄
- 三越百貨店 七五三型錄
- 振袖日和 2018年度版（新潮社）
- 聲優天堂R「Cheer up! 由貴團長☆」（秋田書店，vol.18－）

### 其他
- 溫泉女孩（龍神晴[31]）
- OKOS Morning Call中心（柚木EJ[32]）
- 西野 〜校內地位最底層的異能世界最強少年〜 音頻劇（志水（委員長）[33]）
- IDOL舞SHOW（金剛寺唯[34]）
- 義妹生活（綾瀨沙希）

## 音樂作品

### 單曲
|            | 發售日        | 標題                   | 規格產品編號                  | 規格產品編號 | Oricon 最高排名 |
| 初回限定盤 | 發售日        | 標題                   | 通常盤                        |              | Oricon 最高排名 |
| ---------- | ------------- | ---------------------- | ----------------------------- | ------------ | --------------- |
| 1st        | 2022年2月16日 | Day of Bright Sunshine | GNCA-0658                     | GNCA-0659    | 11名            |
| 2nd        | 2022年5月25日 | Route BLUE             | GNCA-0669 GNCA-0670（動畫盤） | GNCA-0671    | 15名            |

### 專輯
|            | 發售日         | 標題       | 規格產品編號 | 規格產品編號 | Oricon 最高排名 |
| 初回限定盤 | 發售日         | 標題       | 通常盤       |              | Oricon 最高排名 |
| ---------- | -------------- | ---------- | ------------ | ------------ | --------------- |
| 1st        | 2020年12月23日 | Chapter Ⅰ  | GNCA-1596    | GNCA-1597    | 24名            |
| 2nd        | 2023年3月1日   | サファイア | GNCA-1635    | GNCA-1636    |                 |

### 商業搭配
| 歌曲                   | 商業搭配                               | 時期   |
| ---------------------- | -------------------------------------- | ------ |
| Day of Bright Sunshine | 電視動畫《失格紋的最強賢者》片尾曲     | 2022年 |
| Route BLUE             | 電視動畫《式守同學不只可愛而已》片尾曲 | 2022年 |

## 外部連結
- 經紀公司官方介紹頁面（日語）
- 中島由貴官方網站（日語）
- 中岛由贵的X（前Twitter）（日語）